# Ель-Пуерто-де-Санта-Марія
Ель-Пуерто-де-Санта-Марія (ісп. El Puerto de Santa María) — муніципалітет в Іспанії, у складі автономної спільноти Андалусія, у провінції Кадіс. Населення — 88 503 особи (2010).
Муніципалітет розташований на відстані близько 480 км на південний захід від Мадрида, 9 км на північний схід від Кадіса.
На території муніципалітету розташовані такі населені пункти: (дані про населення за 2010 рік)
- Ель-Пуерто-де-Санта-Марія: 46595 осіб
- Вальделаграна: 4978 осіб
- Лос-Ареналес: 4523 особи
- Каміно-В'єхо-де-Рота: 2477 осіб
- Кампінья-Серрано: 7194 особи
- Коста-Оесте: 11628 осіб
- Ель-Хункаль: 9392 особи
- Сан-Ігнасіо-Сьєрра: 1716 осіб

## Демографія
Динаміка населення (INE ):

## Уродженці
- Абраам Пас (*1979) — іспанський футболіст, захисник.

## Галерея

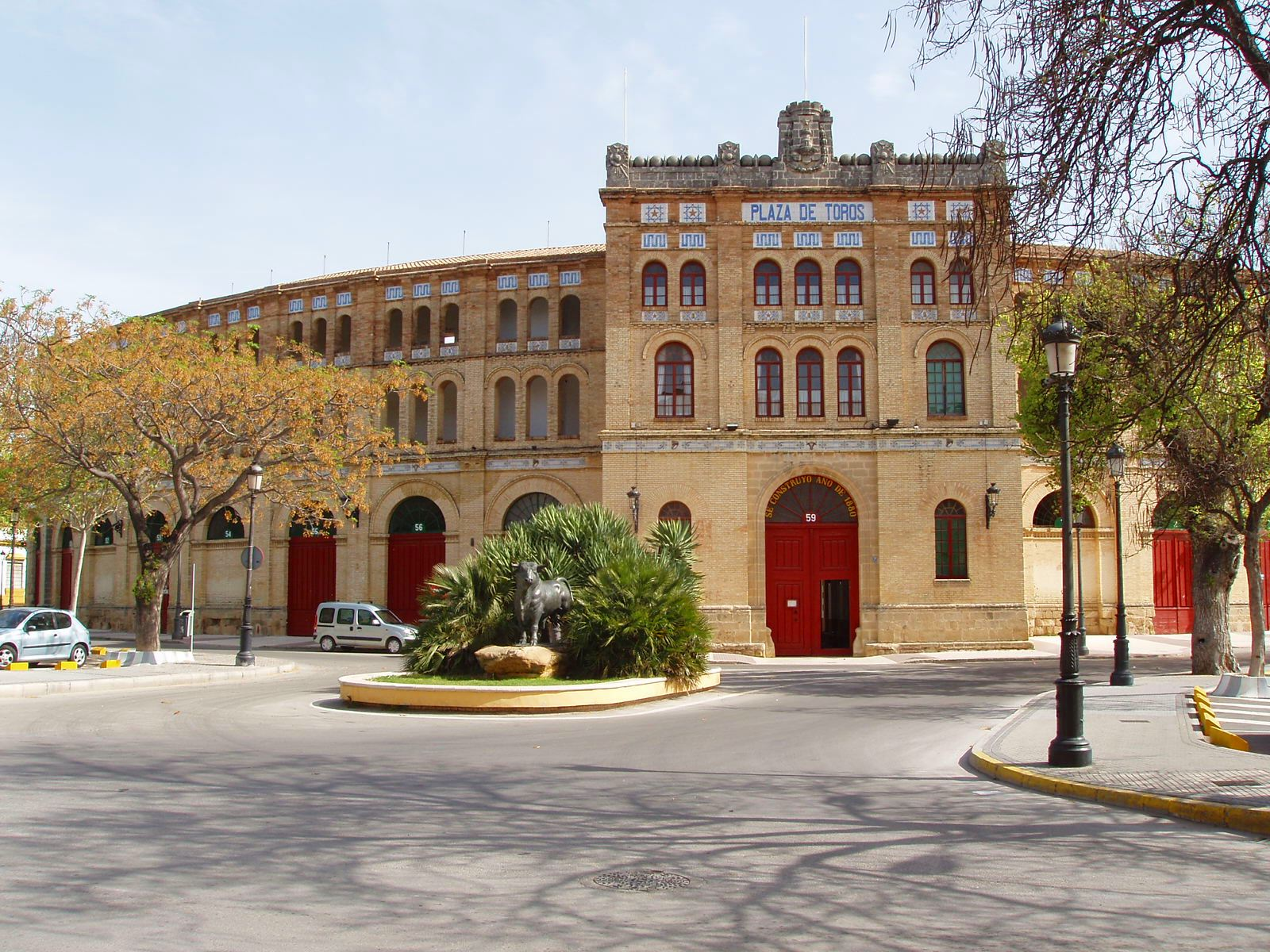
Пласа-де-Торос
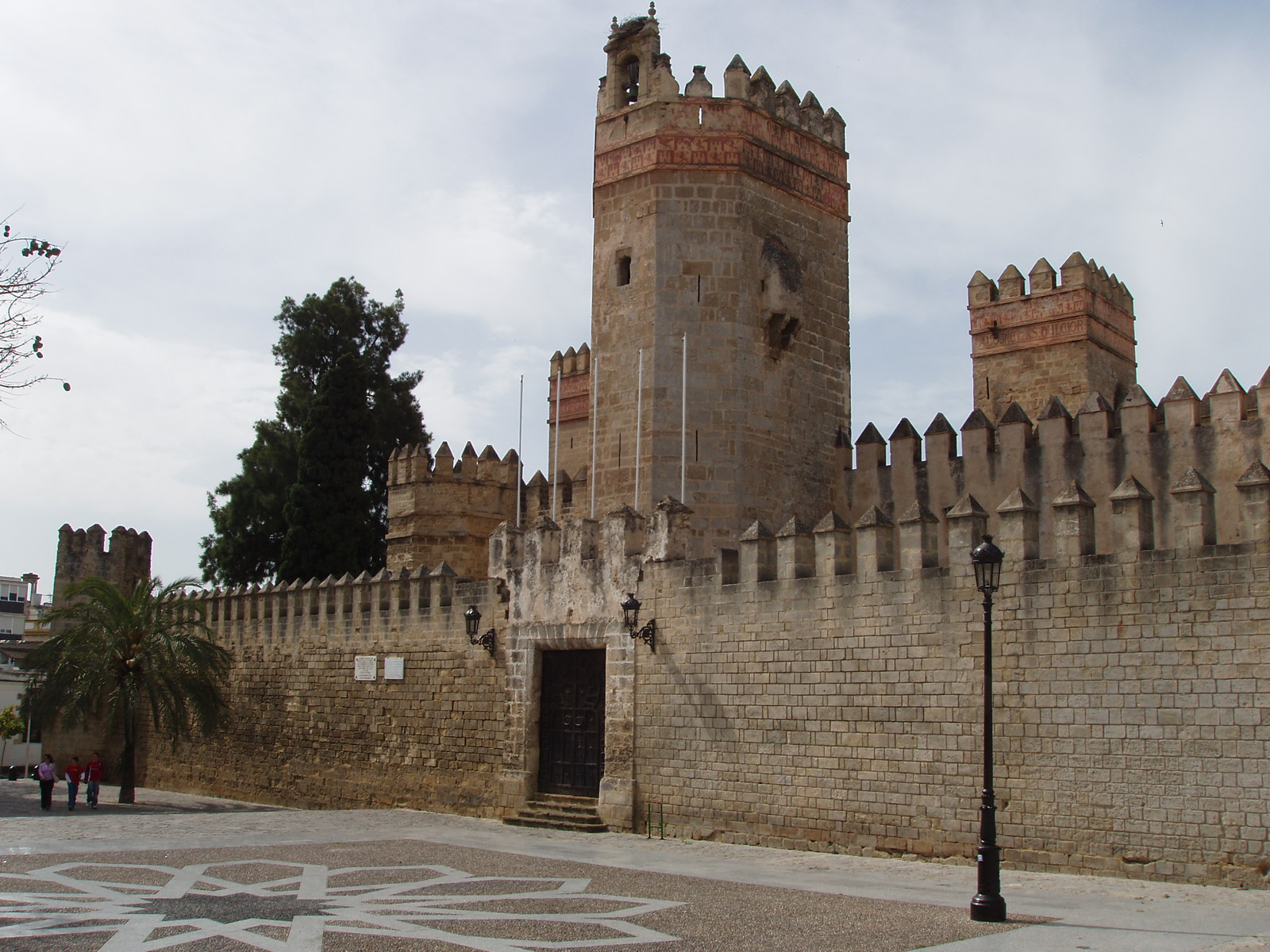
Замок Сан-Маркос
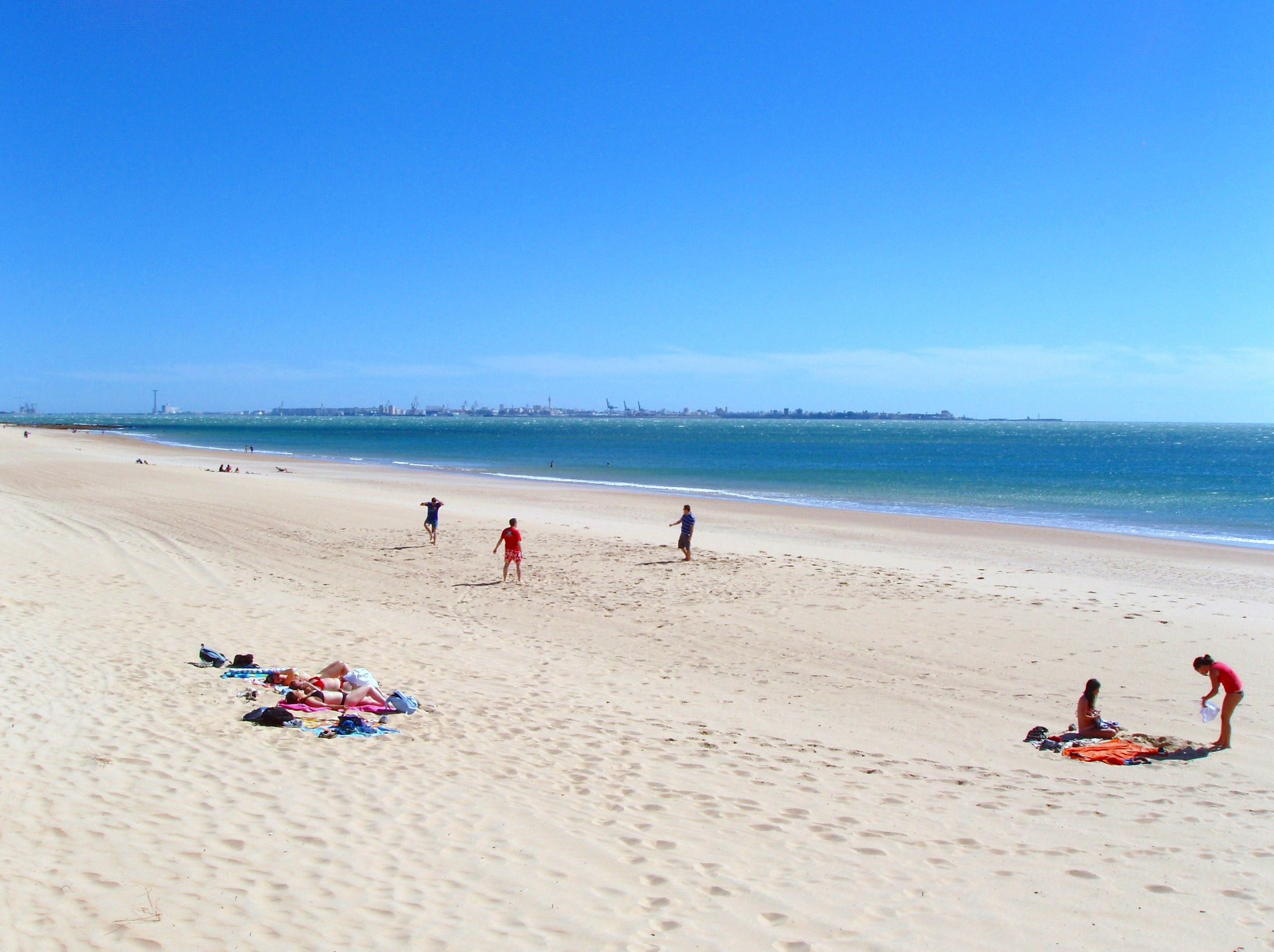
Пляж Ель-Бусо